# Laurie Spiegel
Laurie Spiegel (Chicago, 20 de setembre de 1945) és una compositora estatunidenca. Ha treballat als Laboratoris Bell, al departament de computació gràfica, i és especialment coneguda per les seves composicions de música electrònica i pel programari de composició algorítmica Music Mouse. També toca la guitarra i llaüt.
Molts han considerat Spiegel com una pionera de la nova escena musical de Nova York, un àmbit que va abandonar als anys 80 del segle XX en considerar que el seu centre d'interès hi havia basculat del procés artístic al producte. Mentre continua treballant en el desenvolupament de programari, Spiegel cerca utilitzar la tecnologia en la música com un mitjà per avançar en el seu més que com un fi per ell mateix. Ell mateix afirma: "automatitzo qualsevol cosa que pot ser automatitzada per tenir més llibertat per centrar-me en aquells aspectes de la música que no es poden automatitzar. El repte és identificar quin és quin."
La composició "Harmonices Mundi" de Spiegel fou escollida per ser la primera pista de la secció "Sons de la Terra" del disc daurat que es va dipositar a la sonda Voyager l'any 1977. L'any 2012, la composició titulada "Sediment" fou emprada per musicar l'escena de la cornucòpia de la pel·lícula Els Jocs de la Fam.

## Carrera
Més coneguda pel seu ús de lògica interactiva i algorítmica com a part del procés compositiu, Spiegel ha treballat amb sintetitzadors Buchla i Electronic Music Laboratories, així com amb altres sistemes de creació musical i d'imatge molt primerencs i experimentals, pràcticament prototipus, entre els quals destaca el sistema GROVE (1973-1978), l'Alles Machine (1977) i el sistema d'afinació definit per Max Mathews i John R. Pierce (1984), l'alphaSyntauri per l'Apple II (1978–1981) i el McLeyvier (1981–1985).
El programari més conegut i utilitzat de Spiegel fou el Music Mouse (1986), un instrument intel·ligent per a ordinadors Macintosh, Atari i Amiga. La "intel·ligència" de l'instrument fa referència al fet que el programari incorporava convencions sobre acords i escales musicals, així com restriccions estilístiques, uns processos automatitzats que permetien a l'usuari centrar-se en altres aspectes de la música. A més d'improvisacions emprant aquest programari, Spiegel va compondre diverses obres amb el Music Mouse, com "Cavis muris" (1986), "Three Sonic Spaces" (1989) o "Sound Zones" (1990). Spiegel va mantenir el desenvolupament i l'actualització del programa fins a la versió 9 del sistema operatiu Macintosh.
A més de composicions musicals electròniques o generades per ordinador, Spiegel també ha realitzat composicions per a piano, guitarra i altres instruments o fins i tot petites orquestres, així com dibuixos, fotografia, videoart, publicacions escrites i programari. En l'àmbit visual, Spiegel va crear un dels primers programes de dibuix per ordinador mentre treballava als Laboratoris Bell, que a mitjan dècada dels 70 del segle xx va desenvolupar i ampliar per a incloure-hi el tractament interactiu de vídeo i la sortida d'àudio síncron.
Spiegel va ser vídeo-artista resident al Laboratori Televisiu Experimental de la WNET Thirteen a Nov York l'any 1976, on va continuar avançant en els seus treballs de música visual i va compondre música per a la sèrie VTR (Video and Television Review) i efectes de so per a la pel·lícula The Lathe of Heaven, dirigida per David Loxton.
A més de desenvolupar programari de l'ordinador, als anys 70 del segle XX Spiegel també es va dedicar a la docència i a la composició de bandes sonores, treballant habitualment per Spectra Films, Valkhn Films, el laboratori de televisió experimental de la WNET (PBS) i per videoartistes, animadors i directors de cinema. Spiegel va compondre menys bandes sonores als anys 80, quan es va centrar en la creació de programari i a la consultoria tecnològica, així com a la docència a la New York University (on va establir el primer estudi de composició de música per ordinador) i a la Cooper Union.

### Discografia
- The Expanding Universe (1973-8). 2012. Disc doble amb música creada als Bell Telephone Labs durant els anys 70 del segle xx.
- 60x60 (2006-2007). publicat el 2008, disc doble amb una compilació de composicions de 60 segons del projecte 60x60.
- Ooppera, 2004. Disc amb òperes de 10 minuts creades a partir de sons animals processats.
- Harmonices Mundi (1977, publicat el 2004). Composició a partir de la visió del moviment planetari de Johannes Kepler.
- The P-ART Project - 12 Portraits, 2001. Obra col·lectiva que inclou la composició "Conversational Paws" de Spiegel.
- Obsolete Systems, 1991. Retrospectiva del treball de Spiegel dels anys 70 i 80 del segle xx, interpretada amb instruments electrònics obsolets.
- OHM: The Early Gurus of Electronic Music, 2000. Obra col·lectiva que inclou la composició Appalachian Grove, de Spiegel (1974).
- Miniatures 2 - a sequence of sixty tiny masterpieces, 2000. Banda sonora del vídeo A Volume of Julia Sets" de Dan Sandin, realitzada per 60 artistes.
- Female of the Species Volume 1 & 2, disc doble amb obres de compositores de música experimental.
- Enhanced Gravity, 1999. Composicions i art multimèdia de 10 artistes, incloent-hi Spiegel.
- Cocks Crow, Dogs Bark: New Compositional Intentions, 1998. Disc publicat juntament amb Leonardo Music Journal #7, que incloïa The Unquestioned Answer.
- Women in Electronic Music - 1977, 1977, reeditat el 1998. Disc recopilatori de compositores de música electrònica.
- Computer Music Journal Sound Anthology, 1996. Disc que acompanyava l'edició del 20è aniversari del Computer Music Journal
- Unseen Worlds, 1991, reeditat el 1994. Composicions de Laurie Spiegel.
- The Virtuoso in the Computer Age - III, 1993. Recopilatori de l'obra de 4 compositors de música electrònica, que incloïa la composició Cavis Muris, de Laurie Spiegel (1986).
- Murmurs of Earth: The Voyager Interstellar Record, 1992. Música de Sounds of Earth produïda per enviar-la a l'espai amb la sonda Voyager. Contenia una mostra de la composició Harmonices Mundi.
- New American Music Vol. 2
- The Expanding Universe, 1980. Inclou 4 composicions creades amb el sistema GROOVE als Laboratoris Bell. Reeditat amb material addicional l'any 2012.[8]
- Music for New Electronic Media, 1977. Obres primerenques de diversos compositors de música electrònica.